# Bråk

En tårta med en fjärdedel borttagen. De tre kvarvarande fjärdedelarna visas.

Inom matematiken är ett bråk (fraktion) ett uttryck, {\displaystyle {\frac {T}{N}}}, som beskriver förhållandet mellan talet N och talet T. Talet {\displaystyle T} kallas för bråkets täljare och talet {\displaystyle N} kallas för bråkets nämnare. För att ha något att jämföra med, förutsätter man att nämnaren inte är noll.
Den vågräta linjen mellan täljare och nämnare kallas bråkstreck. Tal som kan uttryckas som bråk av heltal kallas rationella tal.

## Exempel

### När är två bråk likadana?
Bråket {\displaystyle {\frac {1}{2}}} (Läs: En halv) talar om hur stort talet 2 är jämfört med talet 1: Dubbelt så stort. 
Bråket {\displaystyle {\frac {2}{4}}} (Läs: Två fjärdedelar) talar om hur stort talet 4 är jämfört med talet 2: Dubbelt så stort.
Bråket {\displaystyle {\frac {1}{1}}} (Läs: En hel) talar om hur stort talet 1 är jämfört med talet 1: Lika stort.
Bråket {\displaystyle {\frac {2}{2}}} (Läs: Två halva) talar om hur stort talet 2 är jämfört med talet 2: Lika stort.
Detta visar att bråken {\displaystyle {\frac {1}{2}}} och {\displaystyle {\frac {2}{4}}} är samma, och att bråken {\displaystyle {\frac {1}{1}}} och {\displaystyle {\frac {2}{2}}} är samma:
{\displaystyle {\frac {1}{2}}={\frac {2}{4}}\qquad {\frac {1}{1}}={\frac {2}{2}}}

### Flera sätt att skriva ett bråk
Om nämnaren N är dubbelt så stor som täljaren T så är bråket {\displaystyle {\frac {T}{N}}} detsamma som bråket {\displaystyle {\frac {1}{2}},} eftersom det bara talar om hur mycket större nämnaren är jämfört med täljaren; därför gäller det exempelvis att:
{\displaystyle {\frac {1}{2}}={\frac {2}{4}}={\frac {3}{6}}={\frac {4}{8}}={\frac {5}{10}}={\frac {6}{12}}={\frac {7}{14}}={\frac {8}{16}}={\frac {9}{18}}={\frac {10}{20}}=\cdots .}
Om nämnaren N är lika stor som täljaren T så är bråket {\displaystyle {\frac {T}{N}}} detsamma som bråket {\displaystyle {\frac {1}{1}}}:
{\displaystyle {\frac {1}{1}}={\frac {2}{2}}={\frac {3}{3}}={\frac {4}{4}}={\frac {5}{5}}={\frac {6}{6}}={\frac {7}{7}}={\frac {8}{8}}={\frac {9}{9}}={\frac {10}{10}}=\cdots .}

### Gemensam nämnare

#### Är två bråk lika?
Är bråken {\displaystyle {\frac {2}{3}}} (Läs: Två tredjedelar) och {\displaystyle {\frac {4}{6}}} (Läs: Fyra sjättedelar) samma? Det är svårt att tala om hur mycket större talet 3 är jämfört med talet 2, men om vi förstorar dem lika mycket kommer förhållandet mellan dem inte att ändras: Om vi gör 2 dubbelt så stort och 3 dubbelt så stort, får vi bråket
{\displaystyle {\frac {2\cdot 2}{3\cdot 2}}={\frac {4}{6}}}
Detta visar att bråken {\displaystyle {\frac {2}{3}}} och {\displaystyle {\frac {4}{6}}} faktiskt är samma tal.
När man vill jämföra två bråk skall man se till att deras nämnare är samma tal; i detta fall var den gemensamma nämnaren talet 6.

#### Är ett bråk större än ett annat?
Är bråket {\displaystyle {\frac {2}{3}}} större än bråket {\displaystyle {\frac {3}{2}}}? I många fall kan man avgöra det utan beräkningar. Här ser vi att {\displaystyle {\frac {2}{3}}} är mindre än ett och att {\displaystyle {\frac {3}{2}}} är större än ett. Alltså är {\displaystyle {\frac {3}{2}}} större.  Om vi jämför två tal med samma täljare, till exempel {\displaystyle {\frac {1}{3}}}  och {\displaystyle {\frac {1}{4}}}, ser vi att {\displaystyle {\frac {1}{3}}} är större eftersom en hel delad i tre lika stora delar är större än en hel delad i fyra lika stora delar. Det finns flera "tumregler". Om vi inte kan använda någon sådan måste vi först se till att de två bråken har samma nämnare. Då behöver vi bara jämföra bråkens täljare för att avgöra vilket av de två bråken som är det största. Det finns ett automatiskt sätt att finna en gemensam nämnare:
Bilda produkten av de enskilda bråkens nämnare.
I detta fall har vi två nämnare: talen 3 och 2. Deras produkt är talet {\displaystyle 3\cdot 2=6}. För att bråket {\displaystyle {\frac {2}{3}}} skall få en nämnare som är talet 6, måste vi multiplicera både täljaren och nämnaren med talet 2:
{\displaystyle {\frac {2}{3}}={\frac {2\cdot 2}{3\cdot 2}}={\frac {4}{6}}.}
För att bråket {\displaystyle {\frac {3}{2}}} skall få en nämnare som är talet 6, måste vi multiplicera både täljaren och nämnaren med talet 3:
{\displaystyle {\frac {3}{2}}={\frac {3\cdot 3}{2\cdot 3}}={\frac {9}{6}}.}
Nu behöver vi inte längre bekymra oss om nämnarna, utan vi kan koncentrera oss på att jämföra de två täljarna, 4 och 9. Vi ser att talet 4 är mindre än talet 9, vilket innebär att bråket {\displaystyle {\frac {4}{6}}} är mindre än bråket {\displaystyle {\frac {9}{6}}}. Svaret på den ursprungliga frågan är därför Nej! bråket {\displaystyle {\frac {2}{3}}} är inte större är bråket {\displaystyle {\frac {3}{2}}}.

## Bråk inom algebra
Ett bråk, inom algebran, är en kvantitet dividerat med en annan kvantitet. Om a och b är två tal så ges kvoten k av {\displaystyle k={a \over b},\quad b\neq 0.} Ett annat skrivsätt är k = a/b. I äldre litteratur förekommer beteckningssättet a:b, och i engelskspråkig litteratur och på räknedosor används a÷b. Talet a benämns täljare och b nämnare.

## Allmänt
Om både täljaren och nämnaren är heltal kan bråket betraktas som ett enskilt tal och man säger då att talet är skrivet i bråkform, vilket i äldre språkbruk kallas allmänt bråk. Man kan även göra följande distinktion: Om nämnaren är större än täljaren är det ett äkta bråk eller egentligt. Om täljaren istället är större än nämnaren kallas bråket oäkta eller oegentligt. I pedagogiskt vardagsspråk används frekvent även termerna bråktal och bråkräkning.
Ett bråktal där täljaren är större än nämnaren kan också skrivas i blandad form (tidigare blandat tal):
Exempel: {\displaystyle {\frac {5}{3}}=1{\frac {2}{3}}}.
Ett bråk vars täljare är talet ett kallas stambråk, exempel {\displaystyle {\frac {1}{3}}}.

## Regler
Några regler för användningen av bråk:
- Man säger att man förkortar ett bråk när man kan förenkla bråket genom att dividera både täljaren och nämnaren med samma faktor. Exempelvis kan man förkorta {\displaystyle {\frac {4}{6}}} med {\displaystyle 2} och får då resultatet {\displaystyle {\frac {2}{3}}} och {\displaystyle {\frac {x}{x^{2}}}} med {\displaystyle x} och får {\displaystyle {\frac {1}{x}}}. Man bör dock vara försiktig med att förkorta med en algebraisk faktor som kan ha värdet noll, eftersom bråket inte är definierat om nämnaren är noll.
- Man säger att man förlänger ett bråk när man förändrar bråket genom att multiplicera både täljaren och nämnaren med samma faktor. Exempelvis kan man förlänga {\displaystyle {\frac {2}{3}}} med {\displaystyle 2} och får då resultatet {\displaystyle {\frac {4}{6}}} och förlänga {\displaystyle {\frac {1}{x}}} med {\displaystyle x} och får {\displaystyle {\frac {x}{x^{2}}}}. Detta behövs till exempel vid addition och subtraktion av bråk, eftersom termerna då måste ha samma nämnare.
- Man kan addera bråk genom att omvandla varje term så att de har gemensam nämnare (göras liknämniga). Efter detta kan sedan täljarna adderas ihop. Ofta kan bråket förenklas efter additionen, men med minsta gemensamma nämnare fås många gånger den mest förenklade formen av bråket direkt.
- Bråk multipliceras genom att täljarna multipliceras för sig och nämnare multipliceras för sig. (Här behöver de inte först göras liknämniga.)
- Man dividerar två bråk genom att multiplicera täljarbråket med inverterade talet till nämnarbråket:

{\displaystyle {\frac {\frac {a}{b}}{\frac {c}{d}}}={\frac {a}{b}}\cdot {\frac {d}{c}}={\frac {ad}{bc}}}

## Decimaltal
Ett decimaltal (tidigare benämnt decimalbråk) är ett bråktal, vars nämnare är ett dekadiskt tal, det vill säga som skrivs med en etta följd av en eller flera nollor, till exempel 10, 100, 1 000, och så vidare. Ett alternativt skrivsätt för decimaltal är att använda decimaler:
Bråken {\displaystyle {\frac {7}{10}}} och {\displaystyle {\frac {3}{100}}} samt {\displaystyle {\frac {37}{1000}}} kan med hjälp av decimaler även skrivas 0,7 samt 0,03 respektive 0,037.

## Periodiska decimaltal
Även periodiska decimaltal är bråktal, och kan förvandlas till bråkform eller blandad form:
{\displaystyle 12,\!123123...=12+0,\!123123...=12+{\frac {123}{999}}=12{\frac {41}{333}}}
(sätt a = 0,123123... så är 1 000a (= 123,123123... = 123 + 0,123123...) = 123 + a).

## Generaliseringar
- Istället för tal a och b kan ett bråk bestå av kvoten mellan två polynom (ett sådant algebraiskt bråk kallas även rationellt uttryck).
- Inom abstrakt algebra kan bråk generaliseras för godtyckliga integritetsområden. Givet ett integritetsområde {\displaystyle R} kan man konstruera en fraktionskropp {\displaystyle \mathrm {Quot} (R)} som består av ekvivalensklasser av par {\displaystyle (a,b)} där {\displaystyle a,b\in R} och {\displaystyle b\neq 0}.